# Aoi (1920)
El Aoi (葵?) fue un destructor de la Clase Momi. Sirvió en la Armada Imperial Japonesa durante una prolongada carrera de 21 años hasta su hundimiento en combate.

## Diseño y desarrollo
Clasificado originalmente como un destructor de segunda clase, sirvió como tal durante 19 años hasta que en 1939 fue convertido en patrullero. La conversión no consistió en una simple reclasificación, sino que se llevaron a cabo modificaciones en dique seco. Se le privó de una de sus tres calderas Kampon, quedando su potencia reducida a 12.000 shp, y su velocidad a 18 nudos. También se le privó de una de las piezas de 120 mm, las ametralladoras ligeras y los cuatro tubos lanzatorpedos, equipando en su lugar seis cañones antiaéreos Tipo 96 de 25 mm y 60 cargas de profundidad. Los cambios incrementaron su desplazamiento estándar y a plena carga hasta las 935 y 1.132 toneladas respectivamente. Tras estas modificaciones y la reclasificación, perdió su nombre y pasó a estar numerado, empleando el número 32. Una segunda modificación llevada a cabo en 1941 afectó a su popa, que se modificó para poder desplegar un lanchón de desembarco Daihatsu de 14 metros, capaz de transportar 150 soldados.

## Historial de servicio
La acción más destacable del Aoi, ya como el patrullero 32, fue la invasión de la isla Wake en 1941, donde resultó alcanzado por las baterías costeras estadounidenses, hundiéndose en la posición (19°17′N 166°37′E / 19.283, 166.617) tras desembarcar las tropas que transportaba. 